# Expédition de Salonique
Première Guerre mondiale
Batailles
Front des Balkans
- Front austro-serbe : Campagne de Serbie (7-1914)
- Campagne de Serbie (10-1915)
- Le Cer (8-1914)
- La Kolubara (9-1914)
- Salonique (10-1915
- Krivolak (10-1915)
- Kosovo (11-1915)
- Kosturino (12-1915)
- 1re Doiran (8-1916)
- Strymon (8-1916)
- Kaïmatchalan (9-1916)
- 1re Monastir (9-1916)
- 2e Monastir (3-1917)
- 2e Doiran (4-1917)
- Skra-di-Legen (5-1918)
- Vardar (9-1918)
- Dobropolje (9-1918)
- 3e Doiran (9-1918)
- Uskub (9-1918)
- Campagne de Serbie (9-1918)

Front d'Europe de l'Ouest
Front italien
Front d'Europe de l'Est
Front africain
Front du Moyen-Orient
Bataille de l'Atlantique
L'expédition de Salonique, aussi nommée Front d'Orient, Front de Salonique ou Front de Macédoine, est une opération menée par les armées alliées à partir du port grec macédonien de Salonique pendant la Première Guerre mondiale. Elle est destinée, dans un premier temps, à soutenir l'armée serbe lors de l'invasion de la Serbie par des unités germano-austro-hongroises et bulgares, à l'aide, notamment, des troupes évacuées des Dardanelles ; dans un deuxième temps, à reconstituer cette armée après sa déroute à travers l'Albanie et son évacuation par les ports de la côte Adriatique ;  dans un troisième temps, à fixer les troupes des empires centraux et des Bulgares, en particulier après la capitulation de la Russie à Brest-Litovsk et dans un quatrième temps, à ouvrir un front en Macédoine pour soulager la pression sur le front occidental et reconquérir les territoires perdus.

## Déroulement
Elle se déroule de 1915 à 1918. L'opération est un peu oubliée par les opinions publiques des puissances belligérantes. Toutefois, son intérêt stratégique dans le cadre de la lutte contre les puissances centrales n'est plus à démontrer.
Pour l'armée française, les opérations sur le front de Macédoine se décomposent ainsi :
| Opérations                                                                                                 | Batailles | Combats |
| --- | --- | --- |
| Opérations du Vardar et retraite sur Salonique (octobre à décembre 1915)                                   | Aucune bataille mais des combats | Stroumitza (octobre 1915) Kosturino (octobre 1915) Krivolak-Gradsko (octobre et novembre 1915) Cicevo (novembre 1915) Demir-Kapou (décembre 1915) Merzenci (décembre 1915) Doiran (Anglais) (décembre 1915) |
| Organisation du camp retranché de Salonique (décembre (1915-1916)                                          | | |
| Déploiement des armées alliées après la reconstitution et le transport de l’armée serbe. (mai à août 1916) | Bataille de Doiran (Français - Anglais) (août 1916) | |
| Manœuvre bulgare sur les deux ailes (août 1916)                                                            | | La Strouma (Français) (18-20 août 1916) Ostrovo (Serbes) |
| Contre-offensive alliée Manœuvre de Monastir (septembre à novembre 1916)                                   | Bataille du Kaîmaktchalan-Florina (Français-Serbes-Russes) (septembre 1916) Bataille de la Cerna-Monastir (Français-Serbes-Russes, puis Italiens) (octobre et novembre 1916) | |
| Extension du front vers l’Albanie (décembre 1916 à mars 1917)                                              | | |
| Tentative pour dégager Monastir (mars 1917)                                                                | Bataille du Lac Prespa (mars 1917) Bataille de la cote 1248 (mars 1917) | |
| Offensives d’ensemble (mai 1917)                                                                           | Bataille de la Boucle de la Cerna (Français-Italiens-Russes-Serbes) (mai 1917) Bataille du Vardar (Français - Anglais) (mai 1917)                                            | |
| Opérations de Pogradec (septembre - octobre 1917)                                                          | | Devoli (septembre 1917) Cerava (septembre 1917) Kamia-est (septembre 1917) Golik (octobre 1917) |
| Opérations du Skra di Legen                                                                                | Bataille du Skra di Legen (Français-Grecs) (31 mai 1918) | |
| Opérations d’Albanie (mai à juillet 1918)                                                                  | | 1. Ostrovitza (mai 1918) 2. Kamia-ouest (juin 1918) 3. Bofnia (juillet 1918) |
| Opérations sur la Strouma (Anglais - Grecs) (juin – juillet 1918)                                          | | |
| Rupture du front ennemi de Macédoine (15-30 septembre 1918)                                                | Bataille du Dopbropolje (Français - Serbes) (15 - 16 septembre 1918) Bataille de Monastir-Doiran (Français-Anglais-Italiens-Grecs) (18 au 24 septembre 1918)                 | Lac Doiran (18-19 septembre 1918) La Dzena (18-20 septembre 1918) La Cerna (19-20 septembre 1918) La Semnica (22-24 septembre 1918)                                                                         |
| | Manœuvre d'Uskub (Français) (24 - 30 septembre 1918) | |
| Armistice avec la Bulgarie 30 septembre 1918                                                               | | |
| Opération des deux Armées serbes (octobre - novembre 1918)                                                 | | Leskovats (Artillerie française) Nich Kraguievatz |
| Opérations de l’A.F.O. et de l’Armée du Danube (Français - Italiens -Grecs) (octobre - novembre 1918)      | | Kajanic (octobre 1918) Engagement sur le Danube |
| Opération d’Albanie (Français - Serbes) (octobre - novembre 1918)                                          | | |

## Tentative de soutien à l'armée serbe

L'invasion de la Serbie et les tentatives alliées pour la soutenir, 1915.

À la suite de l'invasion par les armées austro-allemandes et bulgares de la Serbie, les alliés débarquent à Salonique avec des troupes repliées de l'expédition des Dardanelles. L'idée politique est de se porter au secours des troupes serbes qui se replient vers le sud et de maintenir ainsi le deuxième front que Winston Churchill a tenté de faire ouvrir sur les Détroits, sans succès.
Dès le 5 octobre 1915, les troupes françaises et britanniques débarquent sous le commandement du général Maurice Sarrail avec l'accord du premier ministre grec Elefthérios Venizélos, mais violant aussi la neutralité de la Grèce. L'idée stratégique est de se porter sur Niš pour prendre les troupes bulgares de flanc et arrêter ainsi leur progression en Serbie. En fait, avec l'évolution de la situation, les objectifs sont revus à la baisse. Il s'agit de conserver le contrôle de la voie ferrée qui remonte la vallée du Vardar pour garder ouverte la seule voie de communication des Serbes vers l'extérieur qui sert de ravitaillement depuis des mois (munitions, vivres, équipements).

### Opérations du Vardar

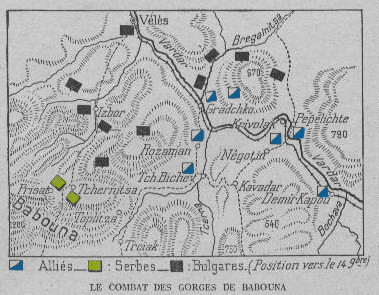
Combats de la Babouna, décembre 1915, extrême avance des Alliés vers le nord.

Dès le 14 octobre, les troupes du général Bailloud se portent donc vers le Nord par la voie ferrée, pour tenter de faire leur jonction avec les troupes serbes. Elles font leur baptême du feu le 21 octobre avec les flanc-gardes bulgares à la gare de Stroumitza. Le 25 octobre les éléments de la 57e division d'infanterie et du 176e régiment d'infanterie ainsi que du 2e régiment de Marche d'Afrique continuent à progresser le long de la vallée de la Tcherna jusqu'à Gradsko. L'idée est de retrouver les troupes serbes à Veles. Mais le plan initial échoue. Les Bulgares coupent la ligne de retraite des Serbes vers le sud. L'armée serbe doit se replier vers l'ouest sous leur pression.
Les 122e et 57e divisions d'infanterie françaises s'arrêtent donc devant Gradsko, le 7 novembre, se fortifient dans le triangle de Kavadartsi, formé à l'ouest par la Tcherna et à l'est par le Vardar ; les points extrêmes de l'avancée alliée lors de cette phase étant Mrzen sur la rive gauche de la Tcherna et la cote 850 entre Kosturino et Ormanli sur la frontière bulgare occupée par les Anglais du XVIe corps du général Charles Monro, la 156e division s'appuyant autour de la gare de Stroumitsa.

### Retraite sur Salonique

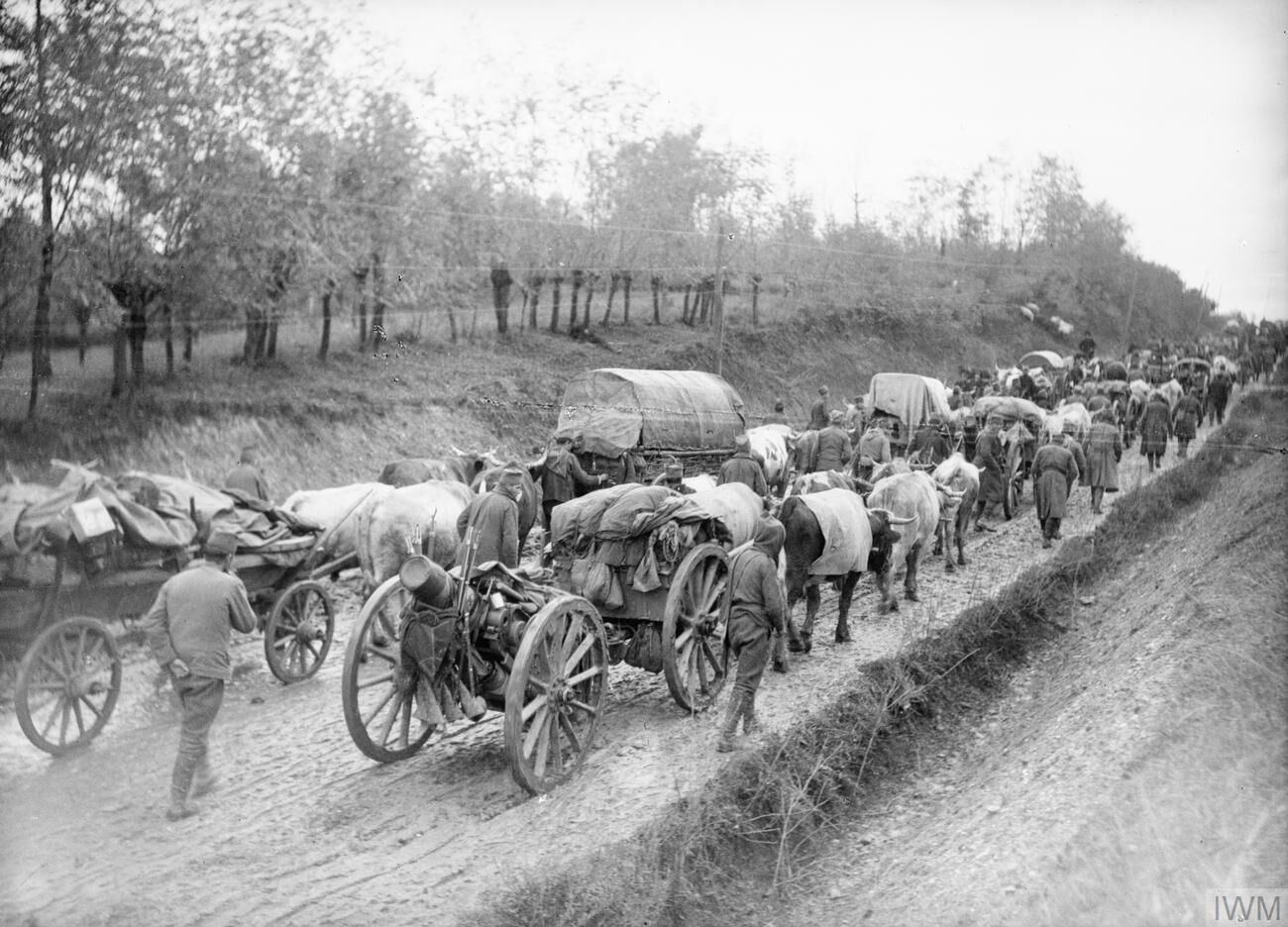
L'armée serbe durant la retraite d'Albanie.

Du 1er au 12 décembre, faute d'avoir pu progresser, les troupes alliées se replient sur Salonique dans des conditions climatiques difficiles, des chutes de neige et des températures négatives (−23 °C ?). Afin de permettre le retrait de tous les moyens engagés pour la bataille, des combats retardateurs (Krivolak, Demir-Kapou, Gradek) ont lieu sur des lignes prédéterminées jusqu'à la frontière grecque que les Bulgares refusent de franchir à la demande expresse des Allemands. En effet, la Grèce n'a toujours pas choisi son camp, c'est pourquoi la Quadruplice cherche à la ménager.
Pendant ce temps, l'armée serbe subit une cruelle retraite à travers les montagnes du Monténégro et de l'Albanie et doit être évacuée par les ports de Medua, Durrazzo et Valona, puis amenée par les navires alliés via Corfou à Salonique, où elle se reconstitue.

## Constitution et défense du camp retranché[4]

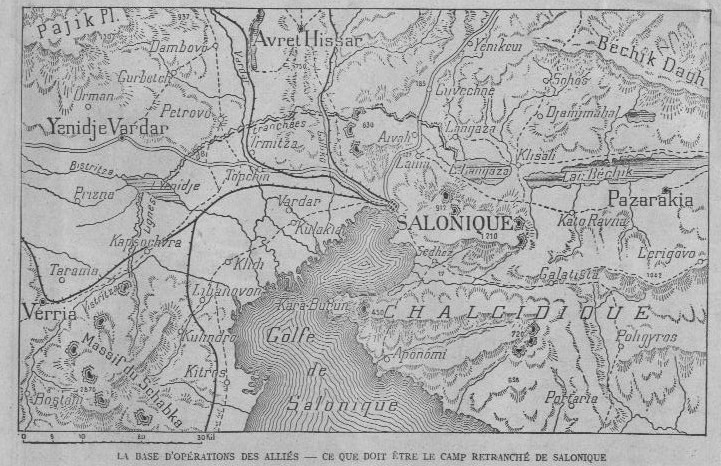
l'emprise du camp retranché de Salonique (carte Le Pays de France, 1915).

Salonique devient ainsi une ville refuge encerclée de loin par les troupes de l'Alliance et avec l'armée grecque en interposition le long de la frontière. Transformée en camp retranché solidement tenu à l'est, le long de la Strouma, et, à l'ouest, sur le Vardar, elle accueille, mi-1916, près de 300 000 hommes (Français, Britanniques, Serbes, Italiens et Russes). Les troupes se fortifient autour de la ville dans ce que les Britanniques appellent la cage aux oiseaux (the birdcage). Les Serbes arrivent de l’Adriatique pour être équipés et formés à la française, casques, canons, uniformes, et ravitaillés.
La présence des troupes alliées à Salonique est âprement discutée au niveau politique. Les Britanniques, dirigés par le général Monro, souhaiteraient se retirer pour disposer de plus de troupes au profit de la Palestine et de l'Irak, sources vitales de ravitaillement en hydrocarbure et cibles prioritaires des troupes de l'Entente. Aristide Briand, président du Conseil, intervient personnellement pour la maintenir en vue de soutenir une entrée en guerre de la Roumanie hésitante, ceci contre l'avis même du général Joffre. La situation est difficile avec le ravitaillement. La Provence II est coulée le 26 février 1916. Les dissensions politiques en Grèce et le manque de coordination entre les Alliés causent beaucoup de soucis…

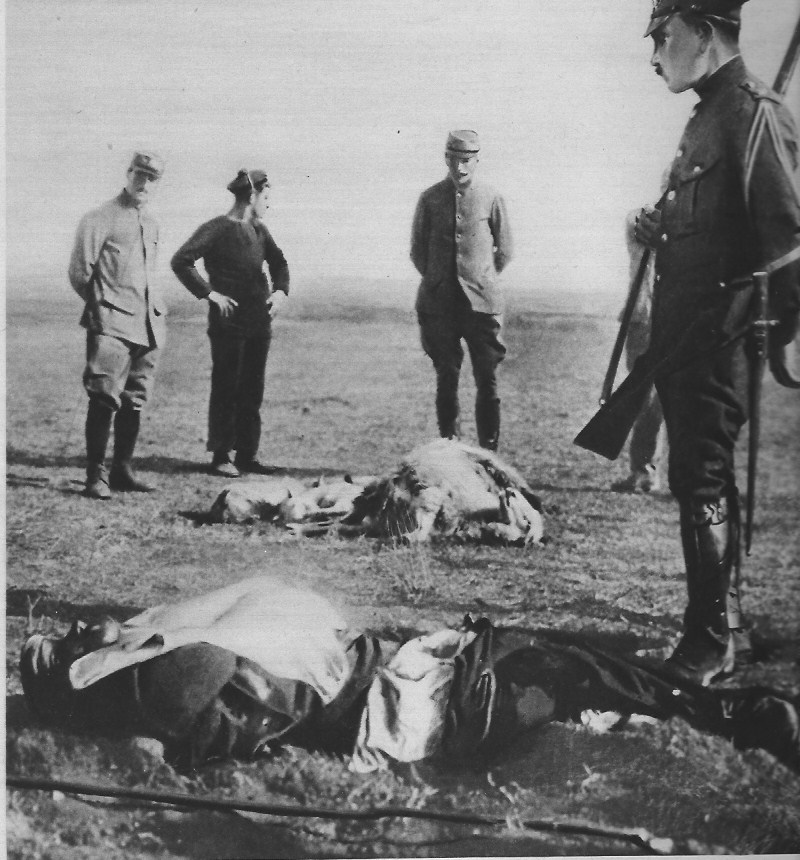
Le 30 décembre 1916, un Aviatik allemand bombarde Salonique, tuant 1 pâtre et 5 moutons.

La ville fait l'objet d'une série d'attaques aériennes. Un Aviatik allemand la bombarde le 30 décembre 1916, tuant 1 pâtre et 5 moutons, mais la bombe tombe près d'une troupe grecque en manœuvre sous les ordres du prince Alexandre et explose à 50 m du général Emmanuel Zymvrakakis. Profitant de cette première agression bulgare sur la ville, Sarrail fait arrêter les consuls de la Quadruplice et les expédie par bateau le jour même. Il s'ensuit d'autres incursions, cette fois-ci de nuit : le 7 janvier, le 1er février et le 27 mars 1916, les magasins de l'armée française sont gravement atteints par des bombes. Ces nouveaux bombardements provoquent l'incendie d'une partie de la ville et des pillages durement réprimés. Le 5 mai, le Zeppelin est touché par les canons du HMS Agamemnon, ancré dans la rade de Salonique. Il est alors contraint de se poser dans le delta du Vardar, avant d'être finalement détruit par son équipage.

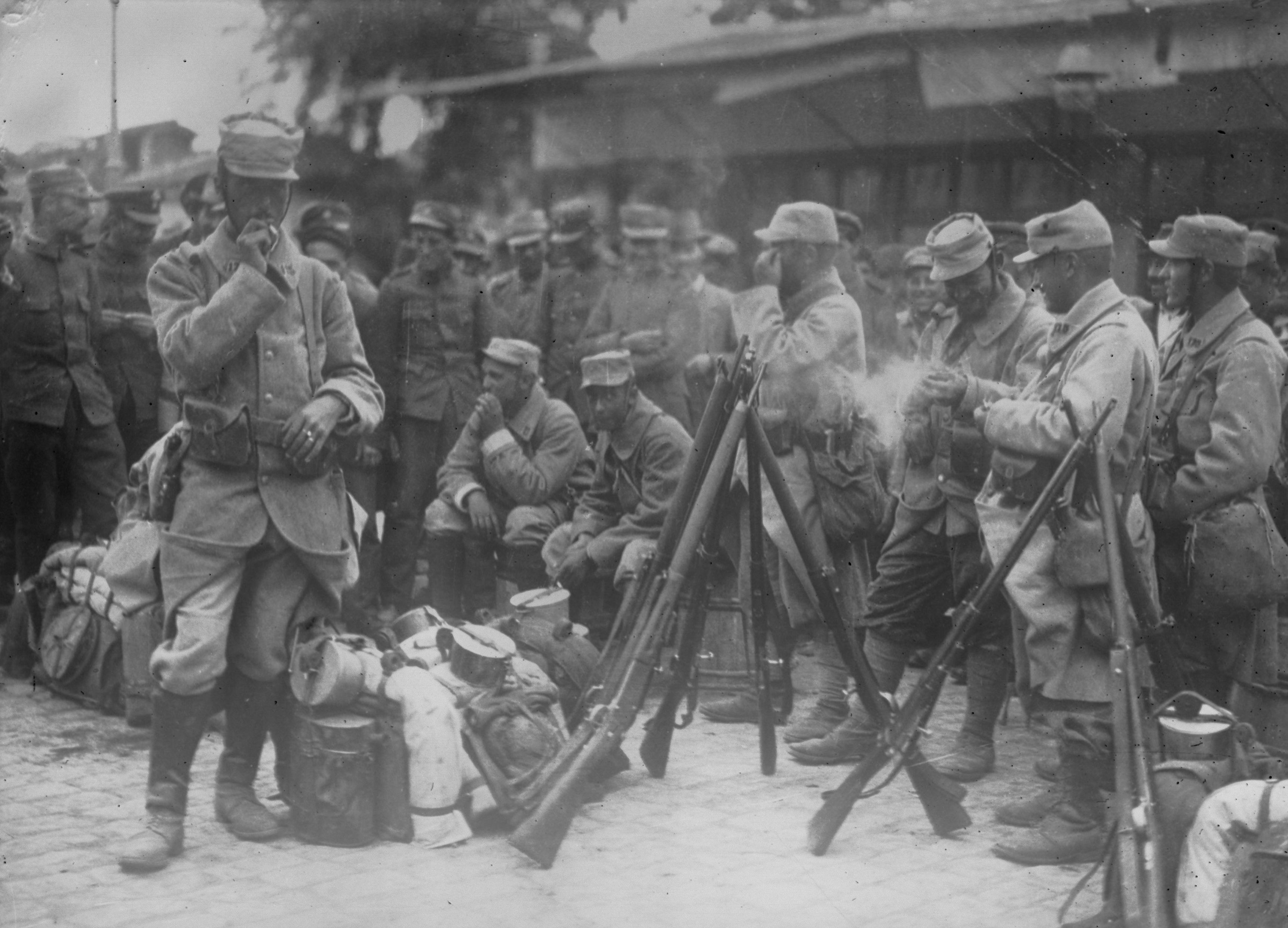
Soldats français au bivouac à Thessalonique, 1915.

Pendant que les instances politiques prennent leur temps pour décider du niveau d'intervention de chaque allié, de nombreuses incertitudes demeurent. Les Grecs hésitent à prendre parti pour les empires centraux ou pour l'Entente. Les Anglais menacent de se retirer pour renforcer leurs troupes en Palestine. Joffre hésite à envoyer des troupes françaises en renfort. Les Roumains hésitent à entrer en guerre. Par ailleurs, la troupe subit les affres de la région, grands froid l'hiver, forte chaleur l'été et une importante attaque du paludisme. Les routes ne sont pas adaptées au nombre croissant de troupes et à l'activité d'un front en temps de guerre. Les armées alliées passent donc un grand temps en préparation avec la construction de routes, de puits, de points d'eau, et la reconstruction d'une voie de chemin de fer pour aller vers Flórina.

## Fixation des armées des empires centraux et bulgares (1916-1917)
Malgré des effectifs militaires importants, le front de Salonique ne joue qu'un rôle mineur pendant les années 1916 et 1917.

### Élargissement du front

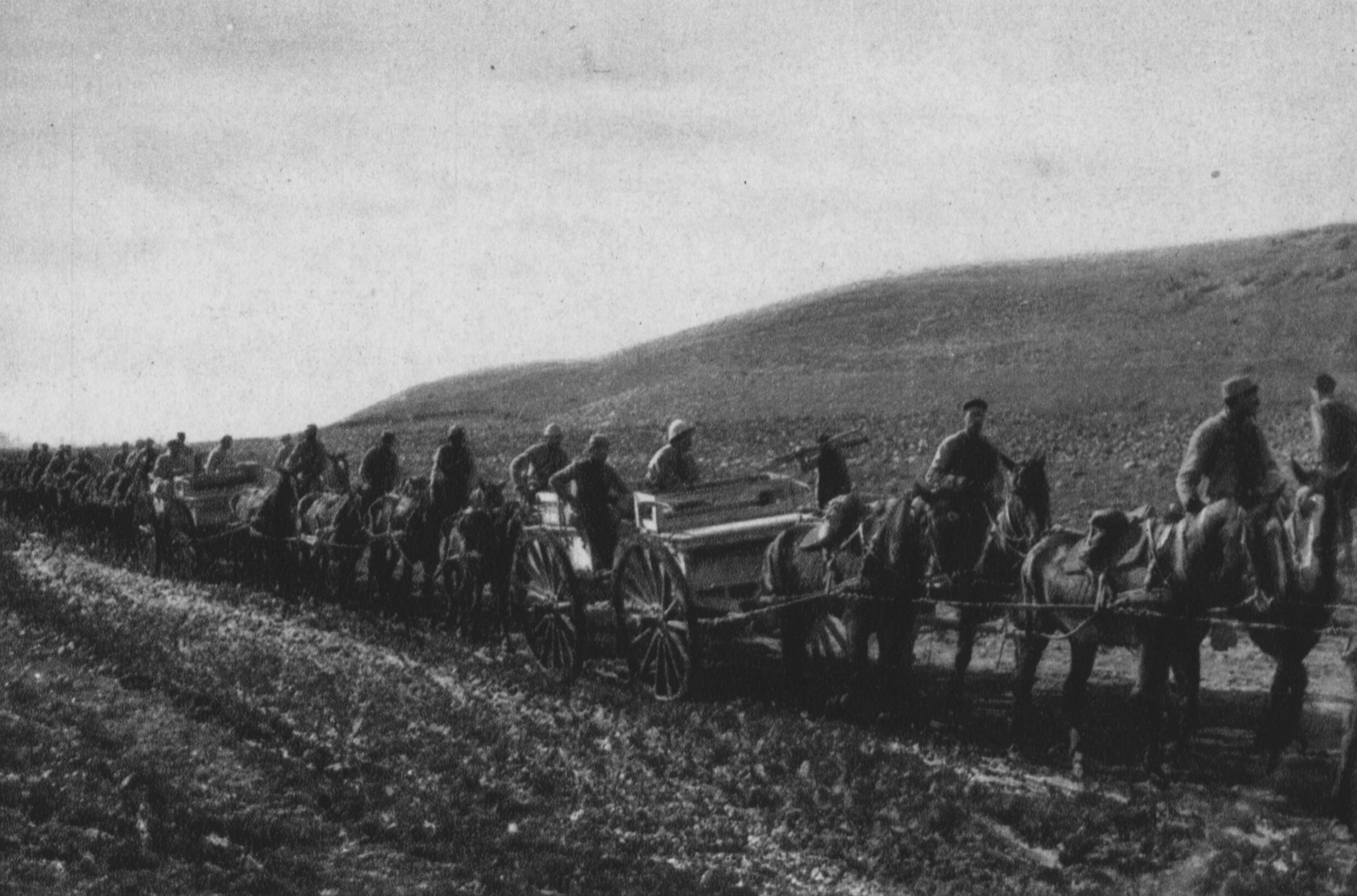
Transport de munitions des forces germano-bulgares sur le front de Macédoine, octobre 1916

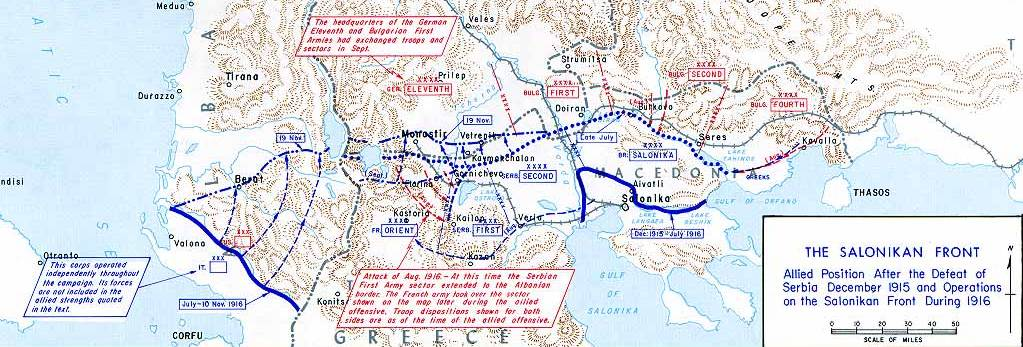
Les combats le long de la frontière grecque, 1916

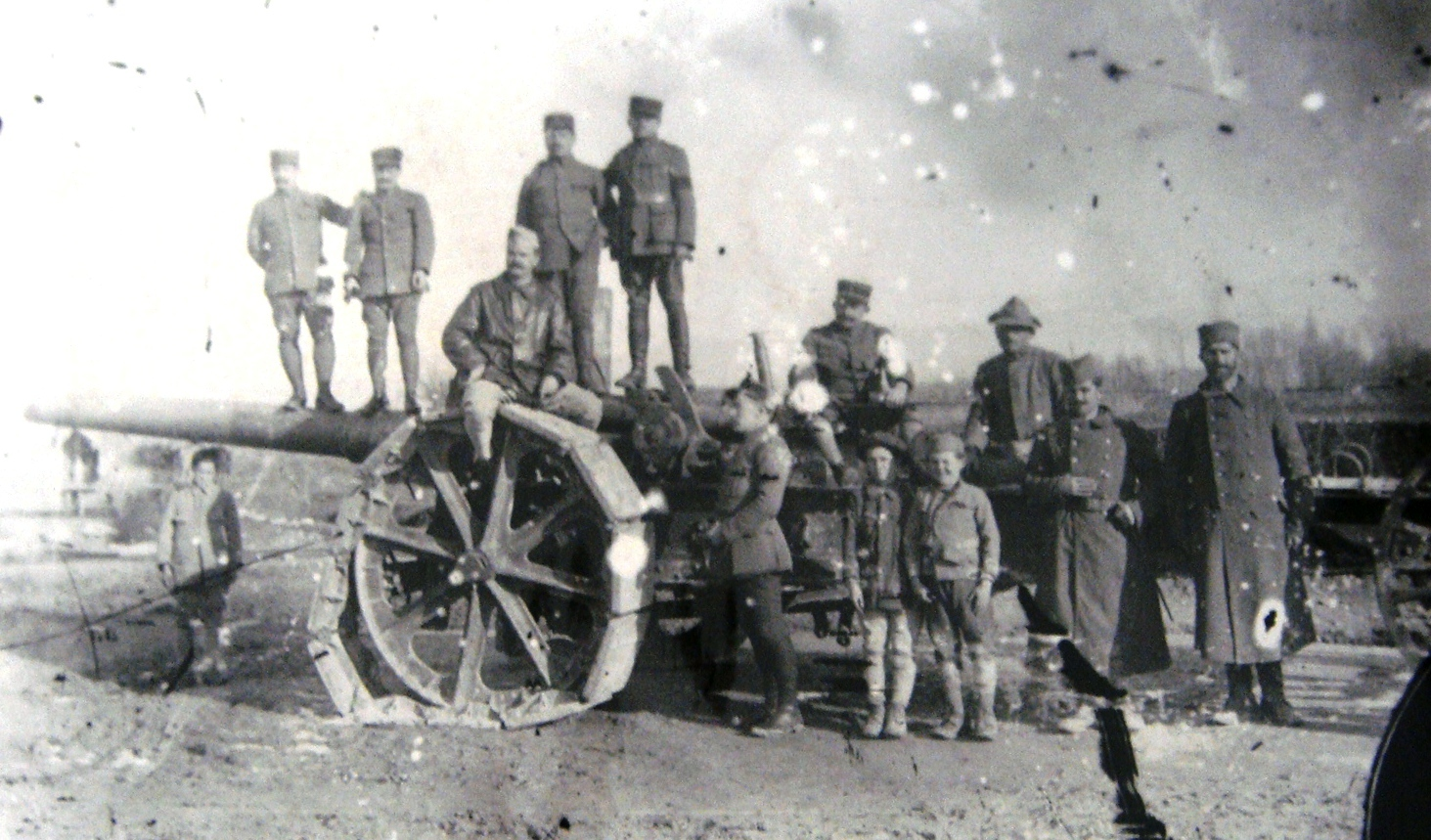
Soldats français et serbes autour d'un canon "Eva" pris aux Allemands à Monastir, 1916.

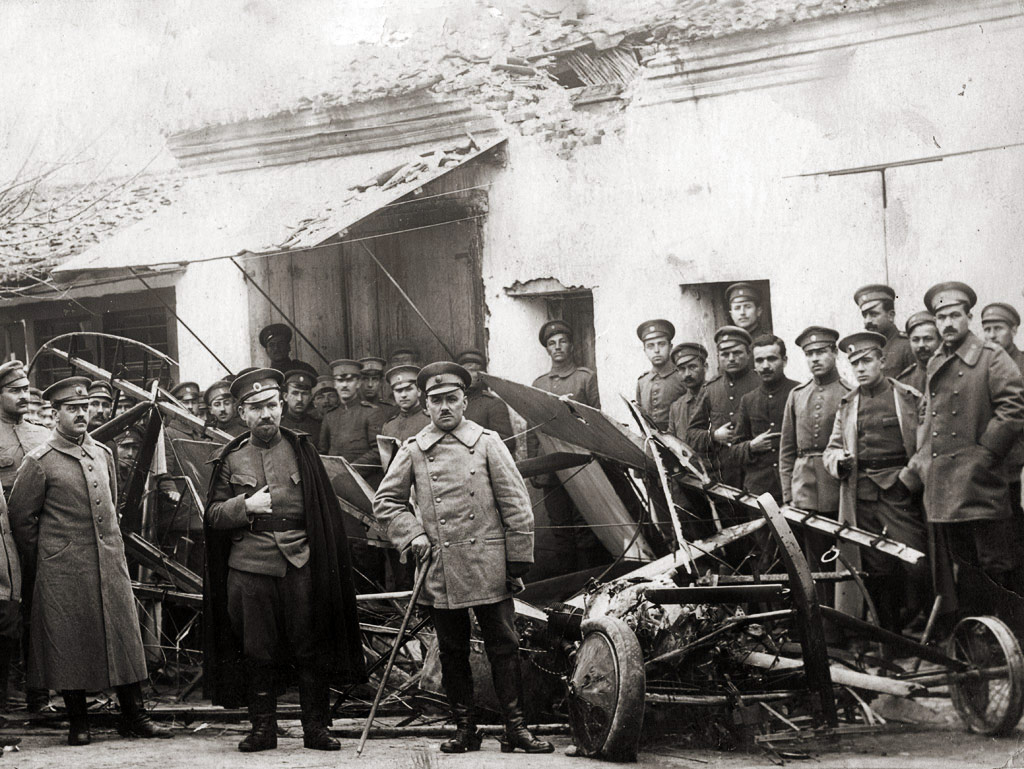
Avion britannique abattu par les Bulgares à Guevgueliya, 1918.

À partir de mars 1916, le général Sarrail s'aperçoit que les forces d'interposition grecques se dégarnissent, vraisemblablement à la suite d'accords entre les Grecs, les Allemands et les Bulgares. Le 4 mai, il fait envoyer un fort détachement sur Flórina en direction de Monastir pour prévenir tout débordement des troupes germano-bulgares vers l'ouest.
Le 27 mai, les Bulgares pénètrent en territoire grec. Dans un premier temps, ils prennent, avec l'assentiment des Grecs, le fort du Rupel, sur la route de Salonique à Serrès, qui commande toute la Macédoine orientale. Dans un deuxième temps, à partir du 18 août, l'offensive du Strymon leur permet d'avancer beaucoup plus profondément en territoire grec : à l'est, ils débouchent du Rupel et envahissent toute la Macédoine orientale ; à l'ouest, ils reprennent Florina et marchent sur Ostrovo (en) et Verria, pour verrouiller l'accès à la Macédoine occidentale.
Après une phase défensive autour de Doiran, de la Strouma et du Vardar pendant laquelle ils connaissent un certain nombre de problèmes de coordination, les Alliés reprennent l'initiative. Le plus haut sommet de la Moglena, le Kaymakchalan, qui domine la plaine de Salonique, est conquis le 20 août par les Serbes. Ceux-ci empêchent les Bulgares de couper la route de Monastir par la bataille d'Ostrovo (Vegoritida), le 28 août. La ville de Monastir elle-même et son environnement immédiat, la boucle de la Tcherna, sont investis le 19 novembre par les troupes françaises.
À l'est, les Alliés lancent une opération sur la Strouma en direction de Serrès. Ils reprennent le fort Rupel mais doivent s'arrêter à quelque distance de la ville. Le front se stabilise alors. Sur le plan tactique, l'offensive est une victoire. En revanche, sur le plan stratégique, elle ne peut empêcher l'offensive des Puissances centrales qui se déroule simultanément de fin août à début décembre et qui s'achève par l'invasion totale de la Roumanie.
À la fin de 1916, le front passe donc sur les hauteurs qui dominent le camp retranché, notamment au sud du lac Doïran, dans la vallée du Vardar, au-dessus de Gevgueli, sur les crêtes de la Moglena autour de Monastir et de la boucle de la Tcherna jusqu'au lac Prespa. Les Allemands et les Bulgares se fortifient sur ces positions dominantes.
Parallèlement, et pour faire cesser l'attitude ambiguë du roi et du gouvernement grecs, les troupes du général Sarrail investissent Athènes le 2 décembre, à la suite d'incidents importants où sont tués des marins français : ce sont les vêpres grecques.

### La fixation du front (année 1917)

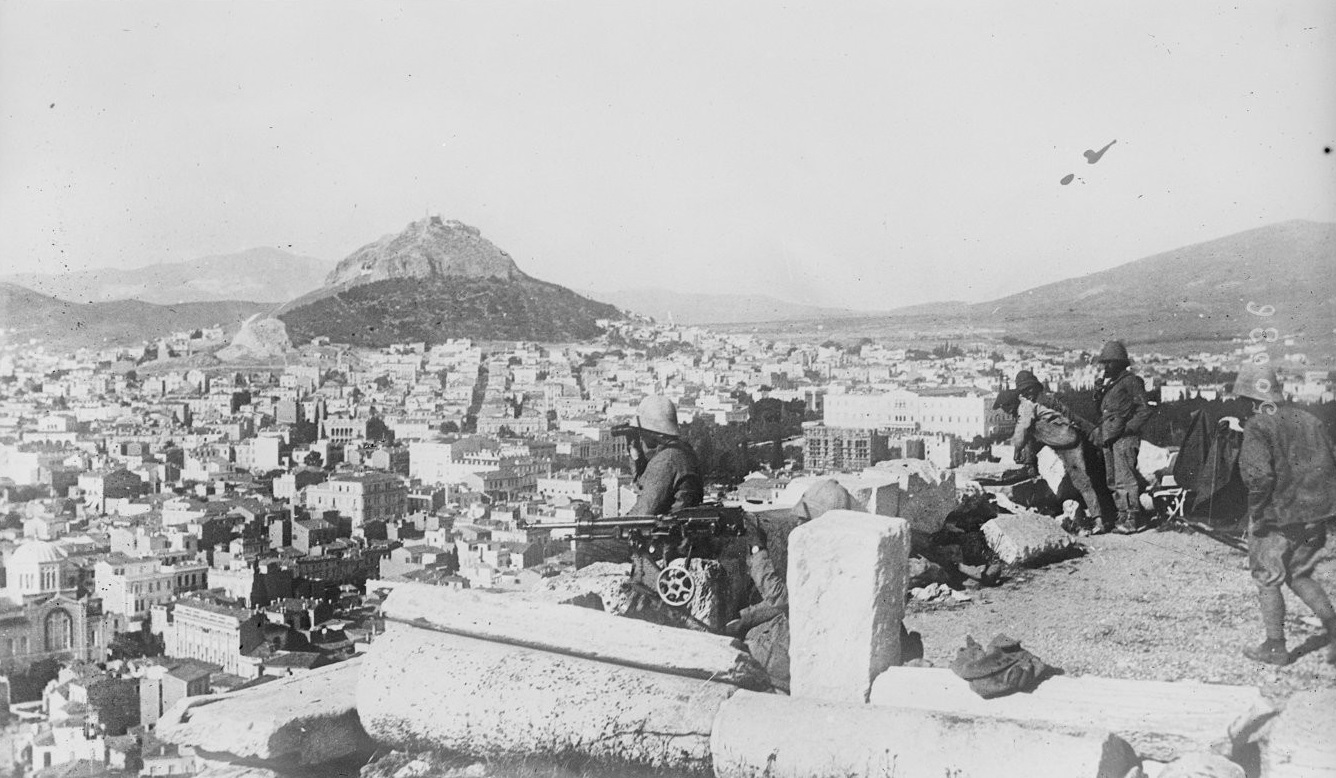
Poste français à Athènes en 1917.

Pendant toute l'année 1917, l'activité des troupes se résume à une guerre de position le long du front atteint fin 1916, notamment autour de Monastir et du Lac Doïran. Quelques combats émergent de cette période :
- bataille du Lac Dojran, Petit Couronné, Horseshoe ridge (9-10 février ; 22 avril-9 mai 1917),
- Kirkilisse (18 mars 1917),
- le Skra di Legen (10 au 14 mai),
- le Piton Jaune (9 mai),
- la boucle de la Cerna, près de Monastir (11 mai),
- le Piton Rocheux (16 mai),
- les opérations entre le Lac Prespa et le Lac d'Ohrid dans la région de Pogradec (septembre 1917), etc.

En outre, les soldats sont très affectés par la dysenterie, le scorbut, les maladies vénériennes et le paludisme. La concentration de réfugiés, les marécages qui font de la Macédoine le dernier point d'Europe où le paludisme sévit et un service médical peu développé favorisent toutes sortes d'épidémies (cf. Camp de Salonique).
Le général Sarrail est limogé et remplacé par le général Adolphe Guillaumat le 14 décembre 1917, à cause de ses erreurs militaires.

## Reprise de la guerre de mouvement, offensive finale

### Contexte politique, diplomatique et militaire de l'été 1918
Depuis le printemps 1918, le front est essentiellement tenu par l'armée bulgare, appuyée certes par quelques unités autrichiennes et allemandes, mais en situation d'infériorité numérique face à une armée d'Orient commandée par Franchet d'Espérey, et composée de troupes françaises, anglaises, grecques et serbes.
À partir de l'été 1918, l'état-major de l'armée de Salonique propose une offensive contre les lignes bulgares. Les Britanniques s'y opposent car ils souhaitent un accord politique avec la Bulgarie pour l'exclure du conflit.

### Préparation de l'offensive
Peu à peu, cependant, les forces alliées s'étoffent. Le général Adolphe Guillaumat qui a remplacé Sarrail prend des mesures pour lutter contre les maladies et le mauvais moral. Il fait notamment assainir la région par un plan "paludisme". Venu pour conclure à l'inutilité du théâtre d'opération, il convainc les autorités françaises de continuer à le renforcer. En outre, il organise une véritable superstructure multinationale qui lui permet de donner des ordres sans froisser les particularismes. Dans un premier temps, il améliore ses relations personnelles avec les différents chefs alliés. Dans un deuxième temps, il crée un véritable état-major interallié où la France joue le rôle de nation-cadre mais où il laisse un certain nombre de responsabilités aux officiers étrangers. Dans un troisième temps, il fait mettre en place des procédures communes qu'il diffuse sous forme de cours dans des centres d'instruction ad hoc. Dans un quatrième temps, il soutient les efforts de l'armée grecque pour se mettre au niveau. En mai 1918, il dispose de 650 000 hommes à savoir, d'ouest en est :
- l'Armée française d'Orient, sous les ordres du général Henrys (dont le Ier groupement de division commandé par le général d'Anselme : 122e division d'infanterie et 16e division coloniale françaises, avec la division Archipel de l'armée grecque de la Défense Nationale)
- l'armée serbe aux ordres du prince Alexandre, régent de Serbie,
- une armée britannique sous les ordres du général Milne (quatre divisions Britanniques, 24e, 27e, 28e, 29e les divisions Crète et Serrès de l'Armée de la Défense Nationale, les 1re, 2e et 13e divisions de la Vieille-Grèce).

Les Russes ont disparu à la suite des événements dans leur pays. Leurs bataillons ont été dissous en janvier 1918 et ont été désarmés. Certains soldats sont restés comme ouvriers, d'autres, les plus radicaux, ont été emmenés en Afrique du Nord. Par ailleurs, les Italiens déploient le 16e Corps d'armée en Albanie, qui n'obéit qu'à Rome et qui n'est donc pas sous commandement opérationnel de l'Armée d'Orient.
En juin, le général Guillaumat est rappelé à Paris par Clemenceau. Il est remplacé par le général Louis Franchet d'Espérey.
Celui-ci prépare avec ardeur une offensive majeure. Il fait construire des routes et des voies ferrées à voie étroite (600 millimètres) pour amener l'artillerie et les munitions le long du front. Il fait effectuer des relevés cartographiques et fait mettre en place des réseaux filaires de communication.
En septembre, l'armée grecque reconstituée atteint sa capacité opérationnelle et se joint aux alliés. Elle s'illustre lors de la prise du Skra di Legen le 16 mai 1918.
Les effectifs par puissances belligérantes dans les Balkans sont, en septembre 1918, de 210 000 Français, 138 000 Britanniques, 119 000 Serbes, 157 000 Grecs, et 43 000 Italiens opposés à 550 000 Bulgares (appuyés par quelques forces austro-hongroises), 18 000 Allemands, et 25 000 Turcs.
En face, la XIe Armée allemande du général von Steuben, est essentiellement composée de Bulgares. Le Feld-maréchal Mackensen dirige donc trois armées bulgares, la Ire, IIe et IVe, depuis son QG de Bucarest.

### Offensive et rupture
Le 15 septembre, Le général Louis Franchet d'Espérey lance une offensive vers le nord, en direction de la Serbie. Il fait progresser ses troupes sur deux axes Ouest et Est. Pour conquérir la vallée du Vardar et progresser profondément en Serbie occupée, une alternative s'offre à lui :
- soit porter son effort sur le Lac Doïran et contourner les défenses bulgares concentrées le long de la vallée du Vardar par l'Est ;
- soit porter son effort dans la montagne macédonienne à travers un terrain bien plus difficile et contourner ces mêmes défenses par l'Ouest.

Franchet d'Esperey choisit la seconde option. Français et Serbes coupent donc à travers la montagne de la Moglena pour surprendre les germano-bulgares sur leurs lignes de ravitaillement dans la région de Prilep.

#### À l'Ouest
Le 15 septembre, après une préparation d'artillerie intense, les divisions françaises et serbes s'emparent du Dobro Polje (1 830 m), du Sokol (1 825 m), de la Djena et du Vetrenik, sommets fortifiés par les Bulgares et les Allemands qui ouvrent la route de Prilep, objectif des Français et de Gradsko objectif des Serbes. À la suite de ce succès, les Français s'emparent de Prilep le 23 septembre. Puis, la brigade des Chasseurs d'Afrique suivie par la brigade coloniale chevauchent à travers la montagne afin de créer la surprise. Le 29 septembre, elles s'emparent d'Uskub (aujourd'hui Skopje) où se trouve la zone arrière de théâtre de la XIe Armée. Celle-ci est obligée de replier ce qui lui reste sur Kalkandelen (aujourd'hui Tetovo). Elle se voit donc obligée de capituler. L'armée bulgare est ainsi coupée en deux. La route de Sofia est ouverte. La Bulgarie demande alors, sans délai, un armistice qui est ratifié le 5 octobre.

#### À l'Est
Sur une aile formée par les Britanniques et les Grecs, l'attaque est plus frontale. Il s'agit de s'emparer des positions extrêmement solides qui se sont améliorées progressivement autour du lac Doïran et le long de la Strouma. Le 18 et 19 septembre, la bataille fait rage. Les Alliés ont beaucoup de difficultés, se heurtent aux défenses bulgares et ne progressent quasiment pas sur les objectifs qui leur ont été assignés, « Pip Ridge » et le « Grand-Couronné ». Après une bataille très meurtrière et peu concluante, la situation se débloque rapidement, le 20 septembre dès que les Bulgares se retirent, à la suite de la rupture des Serbes et des Français sur Prilep. Les Grecs et les Britanniques s'emparent alors de Kostourino et de Stroumitsa.

### Conséquences
Pour contrer immédiatement la disparition de la Bulgarie du théâtre, les Allemands et les Autrichiens cherchent à établir un nouveau front en Roumanie alors que les Turcs se couvrent avec cinq divisions sur la Thrace. La continuité entre l'Alliance et les Turcs est rompue. La ligne de chemin de fer Berlin-Bagdad est coupée.
- À l'ouest, sous la pression des Italiens et à la suite de la rupture vers le nord, les troupes allemandes et autrichiennes évacuent l'Albanie (Libération de l'Albanie).
- Au centre, Français et Serbes, progressent en direction de Belgrade. Nich est enlevée le 14 octobre, le Danube est atteint le 19 octobre à Lom Palanka. Belgrade est prise le 1er novembre.
- À l'est, les défenses du Doiran abandonnées permettent aux Français, aux Britanniques et aux Grecs d'entrer en Bulgarie puis, pour les Britanniques, de pivoter en direction de Constantinople.

Une Armée du Danube est créée le 28 octobre avec deux divisions françaises sous les ordres du général Berthelot. Elle se dirige vers la Roumanie pour affronter les forces allemandes qui s'y sont regroupées. Elle atteint Bucarest le 1er décembre. Elle est appuyée vers l'ouest par les Serbes qui remontent le Danube par les Portes de Fer. Au 11 novembre, l'armée d'Orient est étirée sur un front de 1 200 km, de la Thrace aux frontières nord de la Serbie en passant par la Roumanie.
À la fin de la campagne, du 18 au 25 décembre, une partie de l'armée d'Orient est redéployée à Odessa contre les Soviets en Ukraine. Ce n'est qu'en 1919 qu'elle est rapatriée et démobilisée.

## Décoration
- DEMIR-KAPOU 1915 est inscrit sur le drapeau des régiments français cités lors de cette bataille.
- MACEDOINE 1916-1918 est inscrit sur le drapeau des régiments français cités lors de cette campagne.

## Littérature: Un témoignage romancé
L'écrivain Roger Vercel, engagé et blessé sur le front de France durant la Première Guerre mondiale, servit ensuite sur le front d'Orient dans l'armée de Salonique et ne fut démobilisé que nettement après l'armistice de novembre 1918, après que son unité ait été redirigée vers la Crimée dans le cadre de la politique anti-bolchévique du « cordon sanitaire » voulue par les gouvernements alliés de l'époque. C'est de cette expérience assez amère de soldats d'une « guerre oubliée » qu'il a tiré la substance de son roman Capitaine Conan, qui obtient le Prix Goncourt 1935 et qui est ensuite adapté au cinéma par Bertrand Tavernier, dans un film largement salué par la critique.

### Sources primaires
- Commandant Desmazes, Cours d'Histoire Militaire, Guerre de 1914-1918, École Spéciale Militaire de Saint Cyr, juillet 1920.
- Jean-José Frappa, Makédonia, souvenirs d'un officier de liaison en Orient, 1921, Ernest Flammarion.
- Roger Vercel, Capitaine Conan, Prix Goncourt, Éditions Albin Michel 1934

#### Sources secondaires
- Jacques Ancel, 1921, Les Travaux et les jours de l'Armée d'Orient. 1915-1918, Bossard.
- Gérard Fassy, Le Commandement français en Orient (1915-1918), Economica, 2003.
- Fritz Fischer, Les Buts de guerre de l’Allemagne impériale (1914-1918), Paris, Editions de Trévise, 1970, 654 p.
- G. Ward Price, The Story of the Salonica Army, http://www.gwpda.org/memoir/Salonica/salonpix.htm
- Pierre Renouvin, La crise européenne et la Première Guerre mondiale, Paris, Presses universitaires de France, 1962, 779 p.

#### Cartographie d'état-major

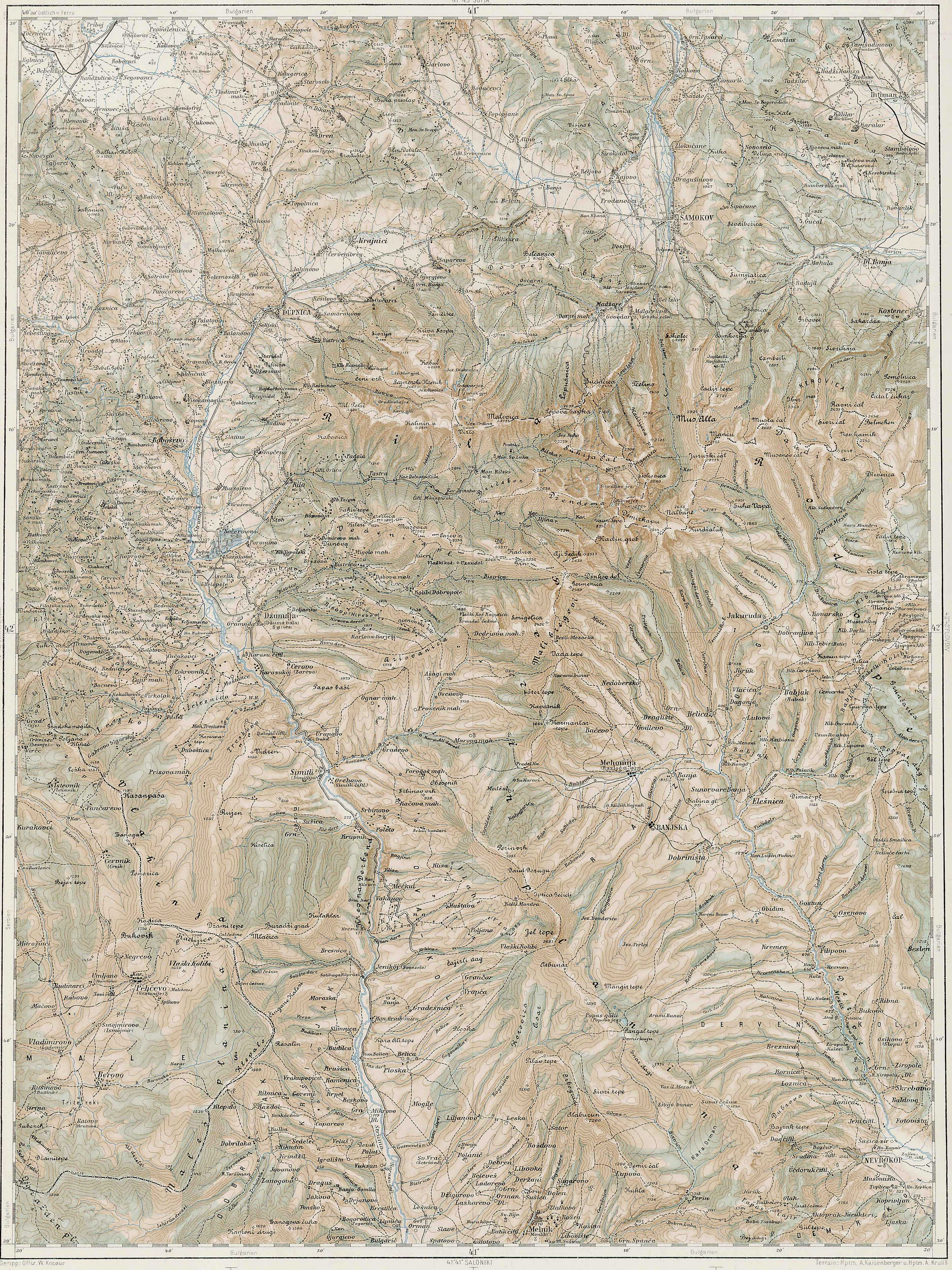
Carte de la région de Dzumaja (Nord de Salonique), 1890
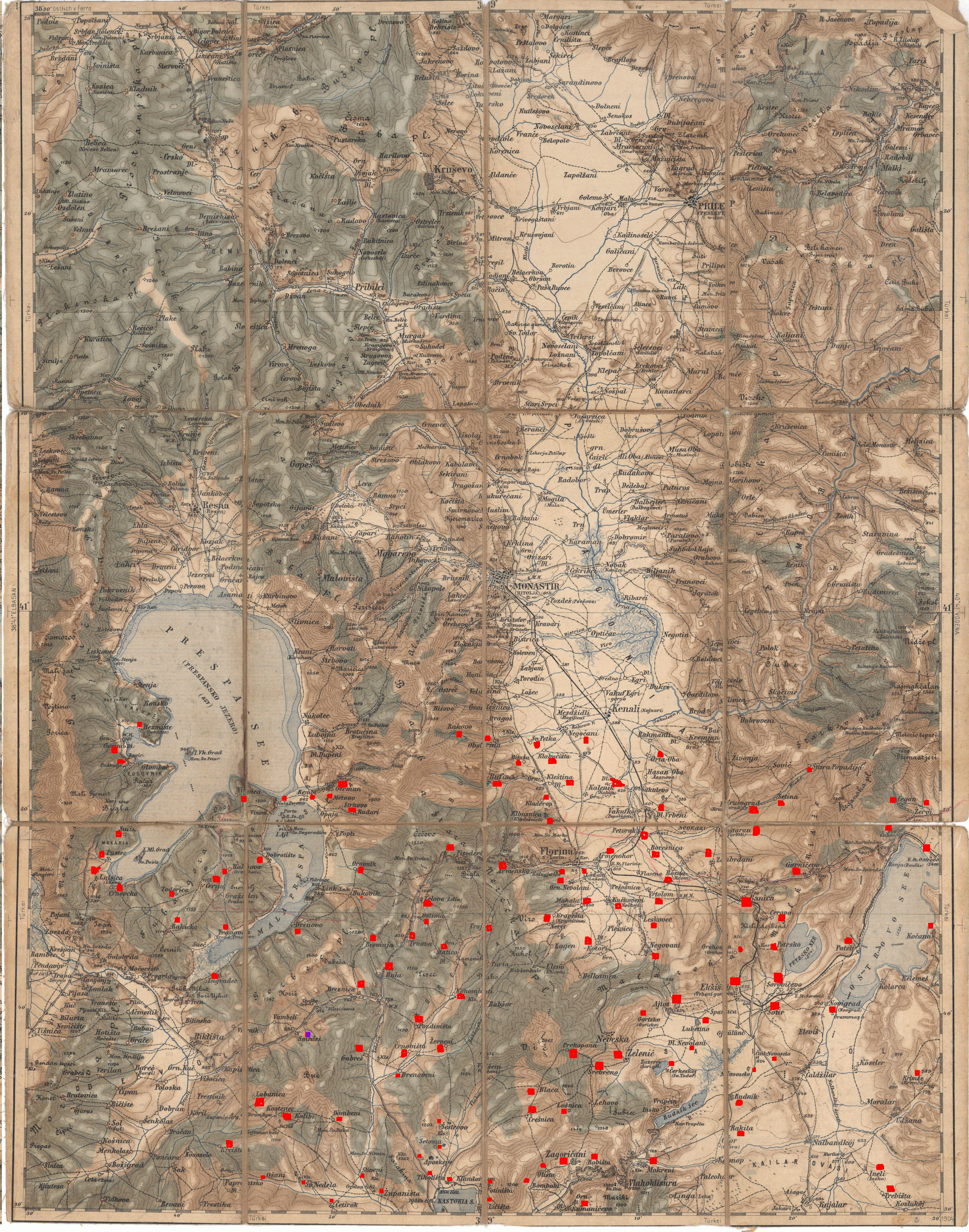
Carte de la région de Bitola, 1890
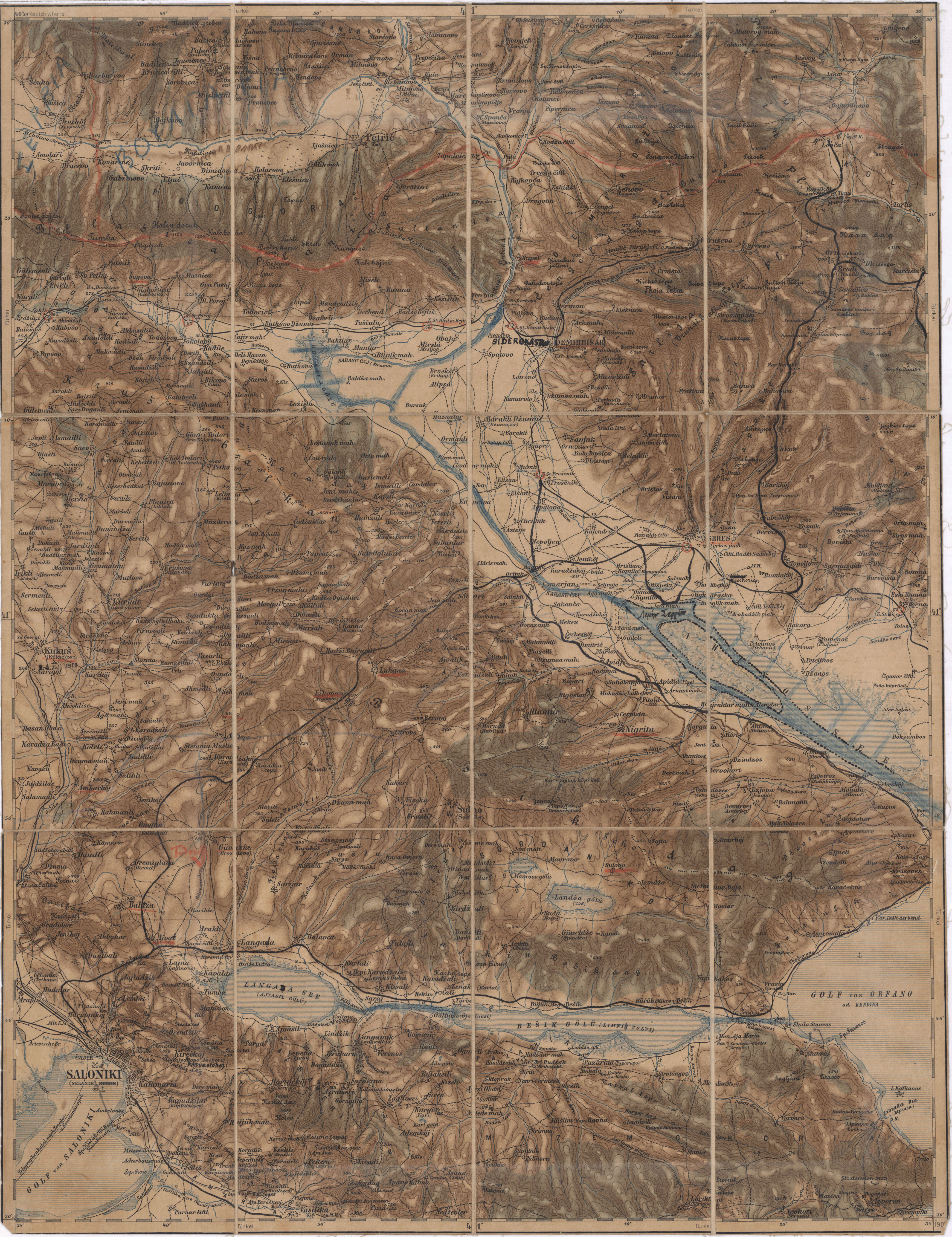
Carte de la région Est de Salonique, 1890
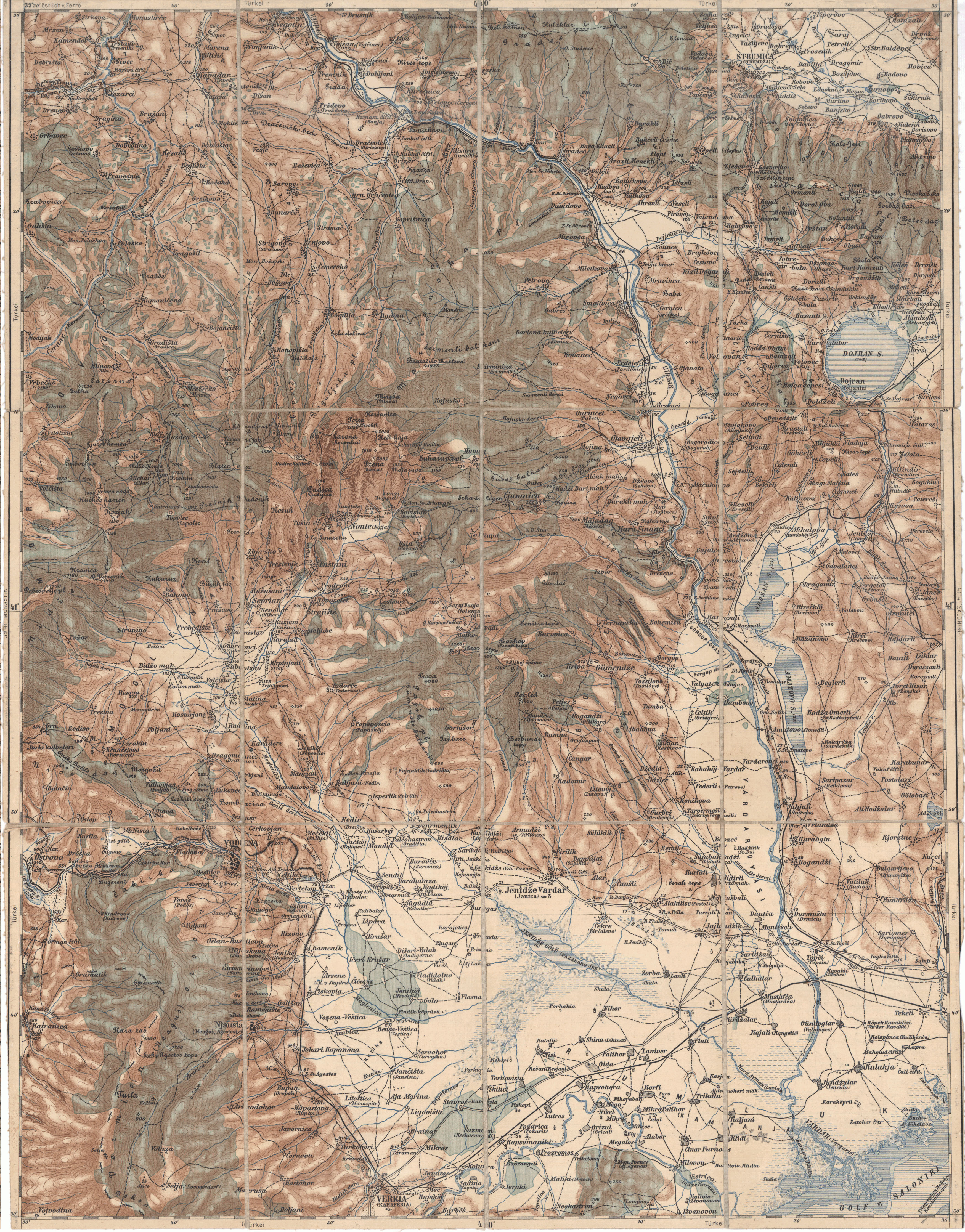
Carte de la région Ouest de Salonique, 1890
Carte topographique moderne de la région de Salonique